# Gornje Vidovo
Gornje Vidovo (cyr. Горње Видово) – wieś w Serbii, w okręgu pomorawskim, w gminie Paraćin. W 2011 roku liczyła 781 mieszkańców.